# Laboratoires Expanscience
Los Laboratoires Expanscience, creados en 1950 por Paul Berthomé y un farmacéutico, son laboratorios farmacéuticos especializados en la dermocosmética, reumatología, dermatología y comercialización de activos cosméticos. Mustela es la marca dermocosmética de los Laboratoires Expanscience.

## Historia
En 1950, los Laboratoires Expanscience son creados por Paul Berthomé y un farmacéutico. Se especializan por entonces en la dermocosmética.
A partir de 1957, Expanscience decide diversificar su campo de acción hacia la reumatología.
La empresa inicia su actividad internacional a partir de 1963 con la apertura de una filial en Bélgica.
Entre 1963 y 1996, Expanscience despliega su presencia en el extranjero con la creación de 5 filiales: en Italia (1965), en España (1971), en Suiza (1971), en Portugal (1979) y en los Estados Unidos (1989).
En 1996, diversifica de nuevo sus actividades con la creación de una gama de medicamentos dedicados a la dermatología, seguida en 2001 por el inicio de su actividad en el campo de la odontología. En 2002, los laboratorios continúan su expansión internacional con la apertura de una filial en México, seguida en 2009 de otra en Polonia y en 2013, de 2 filiales en Brasil y Turquía y en 2014 en Austràlia, en 2015 en Rusia y en Canadà y en 2017 en China y Hong Kong.
En abril de 2018, Expanscience se convierte en el primer laboratorio farmacéutico y dermocosmético francés en ser titulado como B Corp.

## Las marcas Expanscience

### Mustela
Mustela es una línea de productos de cuidado para bebés y futuras mamás.
La línea de productos incluye las siguientes gamas: Mustela Bebé - Piel normal, Mustela Bebé - Piel Seca, Mustela Bebé - Piel Muy sensible, Mustela Bebé - Piel atópica, Mustela Cuidados Específicos, Mustela Solares, Mustela Maternidad

### Otros productos y marcas
Además de esas marcas, los Laboratoires Expanscience comercializan los siguientes productos.
| Reumatología    | Dermatología |
| --------------- | ------------ |
| Fixical         | Doxylis Gé   |
| Flexea          | Effizinc     |
| Hyalexo         | Procuta      |
| Nabucox         |              |
| Piasclédine 300 |              |
| Takadol         |              |

## Investigación y desarrollo
Los Laboratoires Expanscience dedican una parte de su actividad a Investigación y Desarrollo. En 2024, invirtieron el 2,16% de su volumen de negocio en I+D. Entre 1997 y 2024, presentaron 101 patentes en Francia , 1101 patentes en el mundo y realizaron 66 publicaciones científicas.
Las actividades de I+D de los Laboratoires Expanscience se reparten en tres sectores, situados en la planta de Epernon (Francia):
- El sector de innovación, responsable de la puesta a punto de los nuevos principios activos basados en materias primas vegetales o nacidos de la química verde.
- El sector de desarrollo de productos, responsable del desarrollo de nuevos productos cosméticos.
- El sector de eficacia, seguridad y calidad, que asegura la calidad y la seguridad química de los productos y materias primas.

## Desarrollo sostenible
Los Laboratoires Expanscience pusieron en marcha un plan de desarrollo sostenible en febrero de 2004 con la firma del Pacto Mundial de la ONU.
A partir de 2004, la empresa se embarca en una iniciativa de RSE para incorporar el desarrollo sostenible a su estrategia empresarial.
La acción en torno al desarrollo sostenible se realiza sobre 4 áreas de trabajo:
- La producción, ofreciendo productos y activos seguros para los consumidores y para el medio ambiente y, en general, reducir su impacto medioambiental,[9]
- Las adquisiciones y aprovisionamientos, integrando los criterios de desarrollo sostenible en las adquisiciones y garantizando que estos respetan a la biodiversidad, las poblaciones locales y la lucha contra la biopiratería
- Las prácticas medioambientales, trabajando para reducir su impacto medioambiental a través, principalmente, de la reducción del consumo de agua y energía
- La responsabilidad social, mejorando la calidad de vida laboral de los empleados y favoreciendo la inversión social y el diálogo con el conjunto de las partes interesadas

En diciembre de 2011, los Laboratoires Expanscience se suscriben a la Unión para el Biocomercio Ético (UEBT).
Además de estas acciones, la empresa ha puesto en marcha un Sistema de Gestión Medioambiental con certificado ISO 14001 de cara a 2012 para su planta de producción.
En abril de 2018, Expanscience se convierte en el primer laboratorio farmacéutico y dermocosmético francés en ser titulado como B Corp.

## Fundación Mustela
Fundada en 1982 por el padre del actual presidente de los Laboratoires Expanscience, bajo el patrocinio de la Fundación de Francia, la Fundación Mustela está dirigida a profesionales de la salud infantil y tiene por objetivo fomentar los trabajos de investigación y los proyectos sobre el desarrollo del niño y la parentalidad en todo el mundo.
Desde su creación, la Fundación Mustela apoya la investigación a través de la concesión de becas de investigación científica y, desde 2007, del Premio Investigación-Acción que finanza un proyecto dirigido por profesionales del sector y/o investigadores de una temática fijada por el Comité Científico de la Fundación Mustela.
En 2006, la Fundación Mustela lanza el Premio de Pediatría Social en unión con la Sociedad Francesa de Pediatría, para financiar un proyecto de promoción del «buen trato» del niño y su familia. La Fundación Mustela dirige igualmente acciones de prevención en materia de salud con la difusión gratuita de soportes publicitarios.
La Fundación Mustela lanza el Premio de Maièutica en Francia en 2012, en Bélgica en 2014, en España en 2017 y Turquía en 2019. En 2022, la Fundación Mustela lanza en Francia la Beca de Investigación sobre la vulnerabilidad.

## Dirección de la empresa
Los Laboratoires Expanscience están dirigidos por su presidente, Jean-Paul Berthomé.

## Datos financieros
En 2024, los Laboratoires Expanscience alcanzaron un volumen de negocio de 364,3 millones de euros, realizado el 22% en Francia y el 78% en el área internacional.